# 安養院 (品川区)
安養院（あんよういん）は、東京都品川区にある天台宗の寺院。

## 概要
平安時代初期、慈覚大師円仁によって開山された。1624年（寛永元年）、唱岳長音によって中興された。
当寺の本尊は釈迦涅槃像で、俗に「寝釈迦」と呼ばれ、寺も「寝釈迦寺」と呼ばれている。1780年（安永9年）の火災で焼失し、1817年（文化14年）に再造された。1945年（昭和20年）の空襲で首だけを残して焼失し、戦後に再再造された。

## 北インド・チベット仏教美術館
1991年（平成3年）に開館した美術館である。見所は、ネパールのチベット仏教僧らが製作した砂の曼荼羅である。本来は美術館開館記念として製作されたもので、開館当日に法要を行って壊すことになっていたが、そのまま保存してある。他にも10枚の曼荼羅が展示されている。

## 墓所
- 唱岳長音（中興）
- 空誉弾阿（唱岳長音の後を継いだ住職）
- 称専院（広島藩藩主浅野綱晟の側室）
- 和蘭矮狗玄雋（オランダ人が連れてきた小型犬）
- 八代亜紀（歌手） - 自身の菩提寺であり、銅像が建立された[4]。

## 交通アクセス
- 不動前駅より徒歩5分[1]。

## 関連文献
- 斎藤長秋 編「巻之三 天璣之部 臥龍山安養院 寝釈迦堂」『江戸名所図会』 2巻、有朋堂書店〈有朋堂文庫〉、1927年、97,100頁。NDLJP:1174144/53。